# Alberto Carrasquilla Barrera
Pour les articles homonymes, voir Carrasquilla et Barrera.
Alberto Carrasquilla Barrera est un économiste et homme politique colombien, né le 24 avril 1959 à Bogota.

## Biographie
Alberto Carrasquilla est titulaire d'une maîtrise en sciences économiques et d'un doctorat en économie décerné par l'université de l'Illinois.
Il enseigne les sciences économiques à l'université des Andes et en est le doyen, de 2000 à 2002.
Il appartient au courant néolibéral.
En outre, il est, de 1993 à 1998, gouverneur adjoint de la Banque centrale de Colombie.
Après l'accession d'Álvaro Uribe Velez, président de la République de Colombie, il devient vice-ministre des Finances dans son gouvernement puis, après la démission, le 6 juin 2003, du ministre titulaire, Roberto Junguito Bonnet, est nommé ministre des Finances et du Crédit public.
Outre ses fonctions ministérielles en Colombie, Alberto Carrasquilla Barrera est coopté, le 24 septembre 2005, pour occuper la présidence du Comité du développement de la Banque mondiale et du FMI, fonctions dans lesquelles il remplace Trevor Manuel, ministre des Finances de l'Afrique du Sud, qui occupait ces fonctions depuis avril 2002.
Il quitte ses fonctions de ministre des Finances et du Crédit public en février 2007, et est remplacé par Óscar Iván Zuluaga.
Ministre des Finances au sein du gouvernement d'Iván Duque, il est à l'origine en avril 2021 d'un impopulaire projet de loi visant à collecter 6,8 milliards de dollars. Celui-ci prévoit une hausse de la TVA sur des services de base comme l’électricité, le gaz et l’assainissement, l’augmentation des prix de l'essence, l’installation de nouveaux péages, le gel des salaires dans le secteur public jusqu’en 2026 et des coupes dans les programmes sociaux. Il prévoit également la baisse du plancher d’imposition sur le revenu et une taxe de 1 % sur les actifs supérieurs à 1,3 million de dollars. Perçu comme décuplant la pression fiscale sur les plus modestes et sur les classes moyennes, sans toucher aux privilèges des plus fortunés, ce projet de loi déclenche contre lui des manifestations de masse,. Il démissionne le 3 mai.